# بثيونول
بثيونول Bithionol عامل مضاد للطفيليات  يستخدم لمعالجة دودة الرئة، الدودة جانبية المناسل، دودة ذات الفويهين الفسترمانية، ودودة المثقوبات الرئوي الشرقي،ودودة متفرع الخصية الصيني؛ ويستخدم أيضاً ككابح للجراثيم في الصوابين والمطهرات؛ يستخدم بيثيونات الصوديوم كقاتل للجراثيم وقاتل للطفيليات موضعياً. استبدل الآن بشكل كبير بالمعالجة بالبرازيكوانتيل

## الخواص
مسحوق بلوري أبيض أو رمادي أبيض، عديم الرائحة أو مع رائحة عطرية طفيفة أو فينولية